# Clarinda Sinnige
Clarinda Maria Sinnige (* 14. Januar 1973 in Amsterdam) ist eine ehemalige niederländische Hockeyspielerin. Sie gewann mit der niederländischen Nationalmannschaft die olympische Silbermedaille 2004 und die Bronzemedaille 2000, 1998 und 2002 war sie Weltmeisterschaftszweite sowie 1999 und 2003 Europameisterin.

## Sportliche Karriere
Die 1,79 m große Clarinda Sinnige stand von 1997 bis 2004 in 143 Länderspielen im Tor.
1998 fand die Weltmeisterschaft in Utrecht statt. Stammtorhüterin war Daphne Touw, Sinnige wurde nur in einem Vorrundenspiel eingewechselt. Im Finale trafen die Niederländerinnen auf die australische Mannschaft. Die Australierinnen gewannen mit 3:2. Im Jahr darauf war Köln Austragungsort der Europameisterschaft 1999. Die Niederländerinnen gewannen ihre Vorrundengruppe und bezwangen im Halbfinale das englische Team nach Verlängerung. Im Finale siegten die Niederländerinnen mit 2:1 gegen die Deutschen. Bei den Olympischen Spielen 2000 in Sydney belegten die Niederlande in der Vorrunde den dritten Platz und erreichten damit die Hauptrunde. Mit einem Sieg und zwei Niederlagen platzierten sich die Niederländerinnen in der Hauptrunde auf dem vierten Platz und spielten gegen die spanische Mannschaft um Bronze. Dieses Spiel gewannen sie mit 2:0. Sinnige stand in den ersten Spielen und in den drei letzten Spielen im Tor, die anderen Spiele absolvierte Daphne Touw.
2002 bei der Weltmeisterschaft in Perth gewannen die Niederländerinnen die Vorrundengruppe vor den Australierinnen. Im Halbfinale siegten sie mit 1:0 gegen die Chinesinnen. Das Finale gewann die argentinische Mannschaft im Siebenmeterschießen. Clarinda Sinnige war Stammtorhüterin, Ersatzfrau Lisanne de Roever wurde nicht eingesetzt. Die Europameisterschaft 2003 in Madrid war die sechste Europameisterschaft für Damen, die Niederländerinnen gewannen den fünften Titel. Nach einem 5:1-Halbfinalsieg über die deutsche Mannschaft bezwangen sie die Spanierinnen im Finale mit 5:0. Bei den Olympischen Spielen 2004 in Athen gewannen die Niederländerinnen ihre Vorrundengruppe, wobei sie die zweitplatzierten Deutschen mit 4:1 besiegten. Im Halbfinale bezwangen die Niederländerinnen die argentinischen Weltmeisterinnen nach Siebenmeterschießen. Im Finale trafen die Niederländerinnen wieder auf die deutsche Mannschaft und unterlagen 1:2.
Clarinda Sinnige spielte beim Amsterdamsche Hockey & Bandy Club.